# 뉴욕 교통국
뉴욕 교통국(New York City Department of Transportation, NYCDOT)은 뉴욕의 교통 시스템을 관리하는 뉴욕시정(市政)의 한 부서이다. 이 부서는 뉴욕 시 5개 행정구 전반을 관할한다.

## 같이 보기
- 메트로폴리탄 트랜스포테이션 오소리티